# Oficina Postal de Estados Unidos (Selma)
La Oficina Postal de Estados Unidos en Selma, también conocido como Edificio Federal o Palacio de Justicia de Estados Unidos es un edificio histórico del Servicio Postal de los Estados Unidos ubicado en Selma, Alabama, Estados Unidos. El edificio de estilo Beaux-Arts fue construido en 1909. Por su arquitectura fue incluido en el Registro Nacional de Lugares Históricos el 26 de marzo de 1976.